# Shotts
Shotts ist eine Stadt in der schottischen Council Area North Lanarkshire. Sie liegt im Central Belt etwa 27 km südöstlich von Glasgow und 38 km südwestlich von Edinburgh. Mit der Cummins Engine Factory befindet sich ein Denkmal der höchsten schottischen Denkmalkategorie A in Shotts.

## Geschichte
Keimzelle der heutigen Stadt Shotts war die Ortschaft Kirk of Shotts, die vier Kilometer nordnordwestlich gelegen ist. Shotts entwickelte sich im Laufe des 19. Jahrhunderts als Standort des Kohlebergbaus und der Stahlindustrie. In Shotts wurde sowohl Kohle als auch Eisenerz abgebaut. Die Shotts Iron Company etablierte sich als einer der Hauptarbeitgeber. Im 20. Jahrhundert nahm die Einwohnerzahl der Stadt ab. Im Jahre 1951 wurden dort noch 11.125 Personen gezählt. Bis 2001 reduzierte sich die Einwohnerzahl sukzessive auf 8235. Bei Zensuserhebung 2011 lebten 8801 Personen in Shotts.
Im Rahmen der historischen Gliederung Schottlands in Civil Parishes ist Shotts Sitz einer gleichnamigen Einheit, die zu Lanarkshire gehörte. Seit deren Auflösung bildet es eine eigenständige Gemeinde (Community Council Area).

## Verkehr
Shotts ist nicht direkt an das Fernstraßennetz angeschlossen. Jedoch verläuft die A71, die Edinburgh mit Irvine verbindet, wenige Kilometer südlich. Die M8 führt nördlich an Shotts vorbei. Shotts besitzt einen eigenen Bahnhof entlang der Shotts Line, die Edinburgh regelmäßig mit Glasgow verbindet. Mit den Flughäfen von Edinburgh und Glasgow befinden sich zwei internationale Flughäfen im Umkreis von 40 km.

## Persönlichkeiten
- Matthew Baillie (1761–1823), Anatom
- Willie Orr (1873–1946), Fußballspieler und -trainer
- John Walker (1873–1937), Fußballspieler
- Patrick Slavin (1877–1916), Fußballspieler
- Peggy Herbison (1907–1996), Politikerin
- Allan Lindsay (1926–2014), Dreispringer
- John Prentice (1926–2006), Fußballspieler und -trainer
- George MacBeth (1932–1992), Schriftsteller
- Hugh Dallas (* 1957), Fußballschiedsrichter
- Karen Whitefield (* 1970), Politikerin, wuchs in Shotts auf